# 加州厚大蛤
加州厚大蛤（学名：Epilucina californica），又名加州满月蛤，是帘蛤目满月蛤科的一种，原屬厚大蛤屬，今單獨獨立出來成為Epilucina屬。其种加词“californica”意为“美国加利福尼亚的”。
Epilucina屬本來就只有加州厚大蛤這一個物種，後來才再加入另一個化石種華盛頓厚大蛤。
根據Catalogue of Life，本物種並沒有亞種。